# Willy William
Willy William (Fréjus, 14 april 1981) is een Frans-Mauritiaans zanger, diskjockey en muziekproducent. Hij is lid van de Franse muziekgroep Collectif Métissé, maar ook actief als soloartiest. Hij scoorde grote internationale hits met de nummers Ego (2015) en Mi gente (2017, met J Balvin).

## Biografie
William begon zijn muzikale loopbaan toen hij in 2003 met DJ Flex samenwerkte aan het nummer B Boyz Shake da Body. Sindsdien draaide hij in Frankrijk in bekende clubs. Vanaf 2009 verwierf hij populariteit bij het grote publiek als lid van de Franse muziekgroep Collectif Métissé, die in Frankrijk met vrolijke melodische geluiden diverse zomerhits scoorden. Ook als soloartiest deed hij dit, bijvoorbeeld met het nummer Hula hoop (2011) of met bijdragen op nummers met Afrikaanse invloeden van onder meer Jessy Matador of de groep Les Jumo.
Zowel als zanger als diskjockey houdt William zich eveneens bezig met elektronische dansmuziek. Met zijn single Ego, die in 2015 verscheen, had hij ook buiten Frankrijk veel succes, met name in Nederland, België en Italië. In de Nederlandse Top 40 bereikte dit nummer de vierde positie. In 2017 scoorde hij een nog grotere hit met het nummer Mi gente, dat hij opnam met de Colombiaanse artiest J Balvin. Deze single bereikte de nummer 1-positie in vele Latijns-Amerikaanse landen, alsmede in Nederland, Italië en Spanje. Er verscheen ook een versie met zangeres Beyoncé.

## Discografie

### Albums
- Une seule vie (2016)

### Singles
| Single met eventuele hitnotering(en) in de Nederlandse Top 40 | Datum van verschijnen | Datum van binnenkomst | Hoogste positie | Aantal weken | Opmerkingen                                                                |
| ------------------------------------------------------------- | --------------------- | --------------------- | --------------- | ------------ | -------------------------------------------------------------------------- |
| Ego                                                           | 2015                  | 16-04-2016            | 4               | 18           | Nr. 10 in de Single Top 100 / Alarmschijf                                  |
| Paris                                                         | 2016                  | 16-07-2016            | tip17           | -            | met Cris Cab                                                               |
| Mi gente                                                      | 2017                  | 22-07-2017            | 1(5wk)          | 24           | met J Balvin / Nr. 1 in de Single Top 100 / Alarmschijf                    |
| Mi gente                                                      | 2017                  | 07-10-2017            | 1(1wk)          | 13           | Dubbelnotering / met J Balvin & Beyoncé                                    |
| Goodbye                                                       | 2018                  | 06-10-2018            | 10              | 12           | met Jason Derulo, David Guetta & Nicki Minaj / Nr. 16 in de Single Top 100 |
| Trompeta                                                      | 2022                  | 19-03-2022            | 3*              | 25*          | Alarmschijf                                                                |

| Single met hitnotering(en) in de Vlaamse Ultratop 50 | Datum van verschijnen | Datum van binnenkomst | Hoogste positie | Aantal weken | Opmerkingen                                  |
| ---------------------------------------------------- | --------------------- | --------------------- | --------------- | ------------ | -------------------------------------------- |
| Englishman in New York                               | 2015                  | 29-08-2015            | tip43           | -            | met Cris Cab & Tefa & Moox                   |
| Ego                                                  | 2015                  | 05-03-2016            | 16              | 12           |                                              |
| Paris                                                | 2016                  | 25-06-2016            | tip             | -            | met Cris Cab                                 |
| Mi gente                                             | 2017                  | 22-07-2017            | 8               | 26           | met J Balvin                                 |
| Goodbye                                              | 2018                  | 08-09-2018            | 20              | 13           | met Jason Derulo, David Guetta & Nicki Minaj |
| Trompeta                                             | 2022                  | 19-03-2022            | 3               | 26*          |                                              |

- Bibliothèque nationale de France: cb15063775n (data)
- Gemeinsame Normdatei: 1096191334
- International Standard Name Identifier: 0000 0000 0254 7000
- Library of Congress Control Number: no2018015207
- MusicBrainz: afd6e960-0e48-444d-b65d-99e85cae90ba
- Système universitaire de documentation: 160591600
- Virtual International Authority File: 827155284861387061778
- WorldCat: E39PCjFcmhWFr9Jgdf4YD4WPw3